# Eugen Grosche
Eugen Grosche, né le 18 mars 1888 à Leipzig et mort le 5 janvier 1964 à Berlin était un occultiste allemand, plus connu sous le pseudonyme de Gregor A. Gregorius et fondateur de la Fraternitas Saturni, un groupe occultiste dans la mouvance d'Aleister Crowley.
Après la conférence de Weida en 1925, il fonda la  Fraternitas Saturni, interdite par le régime nazi en 1936. Il se réfugia en Suisse durant la Seconde Guerre mondiale. Il recréa la Fraternitas Saturni après la guerre.

## Œuvres
- Exorial, Selbstverlag 1960.
- Satanische Magie. Richard Schikowski, Berlin 1983,  (ISBN 3877020577).
- Logenschulvorträge. Esoterischer Verlag, Bürstadt 2006.
- Geheimnisse der Sexualmagie. Esoterischer Verlag, Bürstadt 2007.
- Magische Einweihung. Esoterischer Verlag, Bürstadt 2007.
- Die magische Erweckung der Chakra. Esoterischer Verlag, Bürstadt 2005.
- Magische Briefe. Richard Schikowski, Berlin.
- Sympathiemagie. Richard Schikowski, Berlin.
- Pendelmagie. Richard Schikowski, Berlin.